# 在日荷蘭人
在日荷兰人（日语：在日オランダ人）是指在日本居住了一定时间的具有荷兰国籍的人群。

## 统计
根据日本法务省的外国人居留统计，2022年6月末，日本境内的荷兰人总数为1360人。